# 백경란
백경란(白敬蘭, 1962년 3월 25일~)은 삼성서울병원 감염내과 전문의이자 성균관대학교 의과대학 교수이며, 제2대 질병관리청장이다.
1987년 서울대학교 의대를 졸업하고 서울대학교에서 의학 석사와 박사 학위를 땄다. 서울대학교병원 감염분과 전임의를 거쳐 1994년부터 삼성서울병원 감염내과 전문의로 근무하며, 2007년부터 성균관대학교 의과대학 교수로도 재직한다.
2022년 대학교 1년 선배인 안철수 인수위원장의 추천으로 제20대 대통령직인수위원회에 참여해 코로나19 방역 체계를 설계했다. 2022년 5월 윤석열 정부의 질병관리청장으로 임명됐다.

## 학력
- 1987년 서울대학교 의학 학사
- 1994년 서울대학교 의과대학원 의학 석사
- 1999년 서울대학교 의과대학원 의학 박사

## 경력
- 1987. 3.~1988. 2. 서울대학교병원 인턴
- 1989. 3.~1992. 2. 서울대학교병원 내과 레지던트 수료. 내과 전문의
- 1992. 3.~1993. 7. 서울대학교병원 감염내과분과 전임의
- 1993. 8.~1994. 9. 예일 대학교 의과대학 감염내과 연구전임의
- 1994. 10.~ 삼성서울병원 감염내과분과 전문의
- 1997. 3.~2001. 9. 성균관대학교 의과대학 내과학교실 조교수
- 2001. 10.~2007. 9. 성균관대학교 의과대학 내과학교실 부교수
- 2003. 3.~2005. 8. 삼성서울병원원 감염관리 실장
- 2005. 9.~2015. 3. 삼성서울병원 감염내과분과 과장
- 2007. 10.~ 성균관대학교 의과대학 내과학교실 교수
- 2019. 11. 제30대 대한감염학회 이사장 삼성서울병원 감염내과분과 교수
- 2022. 3.~2022. 5. 제20대 대통령직인수위원회 사회복지문화분과 인수위원
- 2022. 5.~2022. 12. 제2대 질병관리청장